# Orquesta Filarmónica de Buenos Aires
La Orquesta Filarmónica de Buenos Aires es una orquesta argentina con sede en el Teatro Colón de Buenos Aires, fundada en 1946. Es considerada una de las agrupaciones sinfónicas más prestigiosas de su país, habiendo recibido numerosas distinciones en sus más de 75 años de historia. Su director musical es el mexicano Enrique Diemecke.

## Historia
La Orquesta Filarmónica de Buenos Aires (OFBA) fue creada en 1946 con el nombre de Orquesta Sinfónica del Teatro Municipal, ofreciendo su primer concierto el 21 de mayo de 1947. Su primer director titular fue el maestro Lamberto Baldi; años más tarde, ocupó la titularidad Jaime Pahissa. En 1948 cambió su nombre por el de Orquesta Sinfónica de la Ciudad de Buenos Aires; ese mismo año, el célebre Herbert von Karajan dirigió en dos oportunidades a la orquesta. En 1958 adoptó la actual denominación.
Durante las décadas siguientes, la OFBA alcanzó prestigio internacional, actuando junto a reconocidos solistas nacionales y extranjeros, entre los que cabe citar a los pianistas Alfred Brendel, Martha Argerich, Lázar Berman, Alfred Cortot, Byron Janis, Rudolf Firkušný, Andor Foldes, Nelson Freire, Bruno Gelber, Ralph Votapek, Rubén González, Nelson Goerner, Friedrich Gulda y Manuel Rego, entre muchos otros; los violinistas Gidon Kremer, David Oistrakh, Joshua Bell, Shlomo Mintz, Alberto Lysy, Ruggiero Ricci, Yehudi Menuhin, Itzhak Perlman, Midori, Gil Shaham, Henryk Szeryng, Salvatore Accardo, Leonid Kogan, Cho Liang-Lin y Uto Uggi; los cellistas Mstislav Rostropóvich, Mischa Maiski, Andre Navarra, Arto Noras y Yo-Yo Ma; los cantantes Marian Anderson, José Carreras, Régine Crespin, Plácido Domingo, Luciano Pavarotti, Samuel Ramey y Frederica von Stade; los guitarristas Paco de Lucía y Narciso Yepes, el arpista Nicanor Zabaleta y el bandoneonista Astor Piazzolla.
Entre los directores que han dirigido a la OFBA, además del ya citado Herbert von Karajan, están Wilhelm Furtwangler, Jean Fournet, Sir Thomas Beecham, Daniel Barenboim, Charles Dutoit, Lorin Maazel, Zubin Mehta, Clemens Krauss, Pierre Boulez, Malcolm Sargent, Rafael Frühbeck de Burgos, Eduardo Mata, Aaron Copland, Krzysztof Penderecki, Karl Richter, Luis Antonio García Navarro, Mijail Jurowski, José Serebrier Leopold Hager, Ferdinand Leitner, Peter Maag, Ígor Markévich, Stanislaw Wislocki, Franz-Paul Decker, Eiji Oue, David Lloyd-Jones, Yuri Simonov, Moshe Atzmon, Serge Baudo y Christof Escher, entre otros. Del ámbito nacional es preciso citar a Pedro Ignacio Calderón, Juan José Castro y Simon Blech. La orquesta mantiene una estrecha colaboración con el director Charles Dutoit, con el que ha actuado recientemente, y ha sido en varias oportunidades acompañante del Festival Martha Argerich de Buenos Aires.
Ha recibido numerosos reconocimientos internacionales e internacionales, entre cuatro Premios Konex (dos Diploma al Mérito Konex en 1989 y 2019, y dos Konex de Platino en 1999 y 2009) como mejor orquesta de la Argentina.
En la actualidad su director artístico es el mexicano Enrique Arturo Diemecke, director que ha actuado exitosamente al frente de algunas de las orquestas más célebres de la actualidad, como la Orquesta Filarmónica Real de Londres, la Orquesta Sinfónica de la BBC, la Orquesta Nacional de Francia o la Orquesta Filarmónica de Los Ángeles.

## Giras
En los años 1992, 1994 y 1996, el entonces director general de la orquesta, maestro Pedro Pablo García Caffi, dentro del programa de "reestructuración orgánica, organización administrativa y perfeccionamiento artístico de la Orquesta, organizó tres giras internacionales de especial relevancia, presentado a la Orquesta Filarmónica de Buenos Aires en Alemania, Inglaterra, España, Francia, Grecia, los Países Bajos, Suiza, Bélgica y Austria, actuando en salas tales como el Philharmonie Hall de Berlín (sede de la Orquesta Filarmónica de Berlín), el Barbican Centre de Londres (uno de los centros culturales más relevantes de toda Europa, sede además de la Orquesta Sinfónica de Londres) o el Concertgebouw de Ámsterdam (sede de la Orquesta Real del Concertgebouw de Ámsterdam), el (Concert House) y el (Musikverein) de Vienna, y el afamado "Odeón de Herodes Ático" en Atenas y "Heraklion" y "Hania" en la Isla de Creta (Grecia). Asimismo en los años que la Filarmónica de Buenos Aires no realizaba giras internacionales, dentro del plan de difusión cultural, realizó giras al interior del país, incluyendo ciudades en las que nunca se había presentado una orquesta sinfónica, transmitiendo para todo el país, a través de Radio Nacional, su histórico concierto "Del Nuevo Mundo" en Ushuaia. También son recordadas sus presentaciones en Chile, Uruguay y Brasil.